# Liwa al-Tahrir
Liwa al-Tahrir (arabe : لواء التحرير, la « Brigade de la Libération ») est un groupe rebelle de la guerre civile syrienne fondé en 2014.

## Drapeaux et logos

Premier logo de Liwa al-Tahrir
Deuxième logo de Liwa al-Tahrir

## Fondation et affiliations

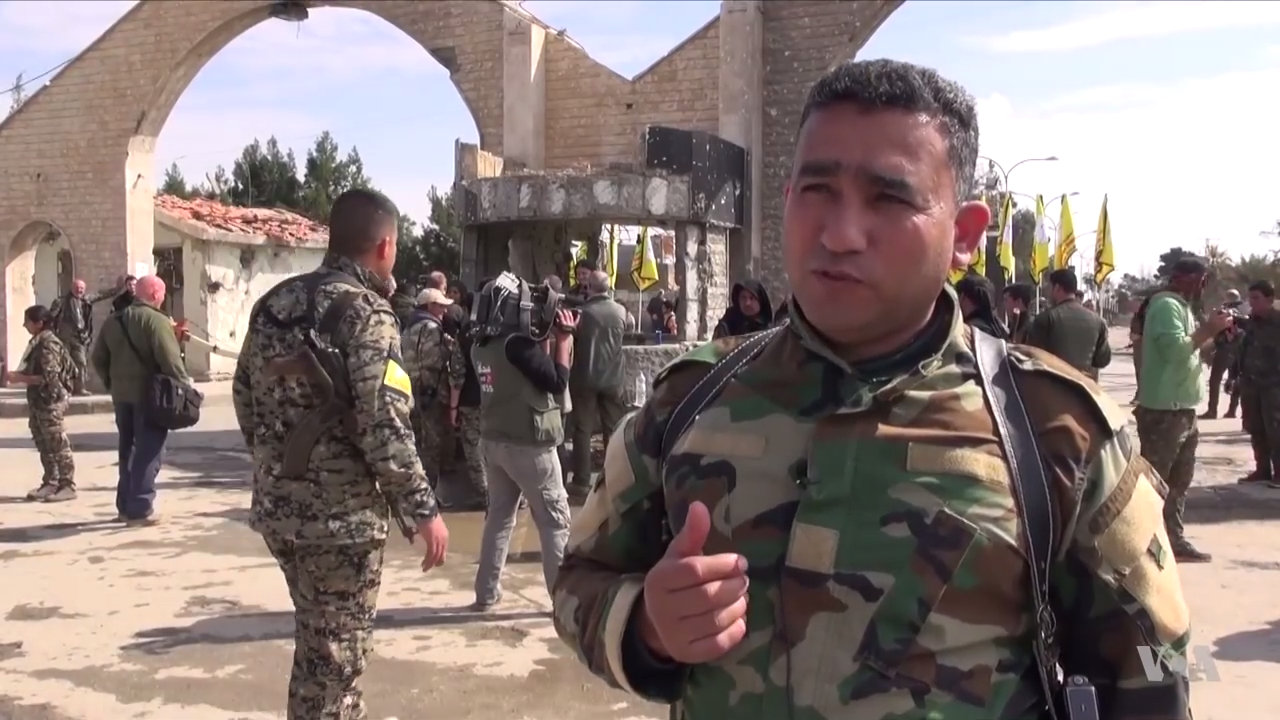
Abdulkarim al-Obedi, chef de Liwa al-Tahrir, à Al-Chaddadeh, le 2 mars 2016.

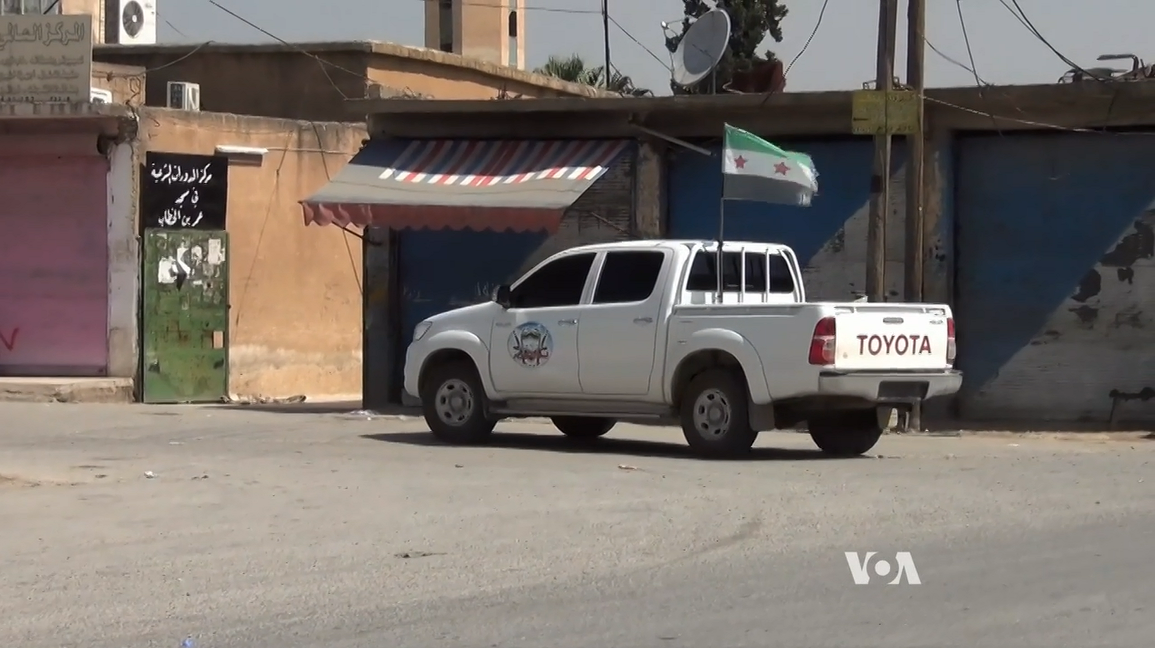
Un véhicule de Liwa al-Tahrir à Tall Abyad, le 24 juin 2015.

Le groupe est fondé le 12 septembre 2014 à Ras al-Aïn. Constitué des combattants arabes, il se réclame de l'Armée syrienne libre et rejoint en 2015 les Forces démocratiques syriennes,. En 2016, il intègre également un temps Jaych al-Salam (en), un rassemblement de quatre groupes de l'Armée syrienne libre affiliés aux Forces démocratiques syriennes, mais Liwa al-Tahrir redevient indépendant et Jaych al-Salam est dissout au bout de quelques mois.

## Idéologie
Dans le communiqué annonçant sa fondation, le groupe affirme défendre la démocratie et déclare que « la foi leur impose le maintien des libertés publiques et individuelles et de préserver l'unité du territoire syrien et la défense de toutes les composantes du peuple syrien ».

## Organisation
Le groupe est commandé par Abdulkarim al-Obedi, dit « Abou Mohamed Kafr Zita », un ancien chef de la Brigade al-Farouq qui avait pris part à la prise de Ras al-Aïn en septembre 2012, avant d'être blessé en juin 2013 dans des combats contre l'État islamique en Irak et au Levant,.

## Actions
En 2015, le Liwa al-Tahrir prend part à la bataille de Tall Abyad. 
En septembre 2016, un conflit éclate entre le Liwa al-Tahrir et les Kurdes des YPG, la principale faction des Forces démocratiques syriennes (FDS),,,. Abdulkarim al-Obedi accuse alors les YPG de ne pas se coordonner suffisamment avec son groupe, et le 2 septembre 2016, le Liwa al-Tahrir annonce qu'il se retire des FDS « en raison de la politique autoritaire et hégémonique menée par les Kurdes ». Un chef subalterne du Liwa al-Tahrir, Abou Ali, affirme également que des tensions sont apparues car son groupe refusait d'affronter l'Armée syrienne libre dans la région de Manbij. En réaction, les YPG encerclent le village de Quneitra, près de Tall Abyad, possiblement avec l'intention d'arrêter le chef du Liwa al-Tahrir. Des combats éclatent alors, qui auraient fait trois morts pour le Liwa al-Tahrir et six chez les YPG. Abdulkarim al-Obedi et une cinquantaine de membres de la brigade prennent ensuite la fuite et se replient vers Jarablus pour rejoindre les rebelles de l'Armée syrienne libre soutenus par la Turquie,. Cependant le reste des combattants du Liwa al-Tahrir demeure au sein des FDS.
En 2017, le Liwa al-Tahrir participe à la bataille de Raqqa. Certains de ses combattants y portent l'écusson des YPG.